# Kim Kielsen
Kim Kielsen (30. září 1966, Paamiut) je grónský politik, bývalý předseda vládní strany Siumut, v letech 2014 až 2021 předseda vlády Grónska a od roku 2022 předseda Grónského parlamentu.

## Životopis

### Mládí a práce
Kim Kielsen se narodil 30. září 1966 do rodiny starosty obce Paamiut Anderse Kielsena a Inge Kielsenové. Jeho dědem z otcovy strany byl pak dánský námořník Willy Juul Andersen, který se během druhé světové války podílel na záchraně dánských Židů a byl členem odboje.
V roce 1983, ve věku 17 let, se Kielsen vyučil jako námořník. Poté vzal práci pro společnost KNI A/S. Roku 1993 začal s tréninkem na práci policisty v Nuuku. Šel tak ve stopách svého otce, který před veřejnou funkcí sloužil jako policista. O tři roky později, v roce 1996, začal pracovat jako policista v Upernaviku a jeho rodném městě Paamiut.

### Politická kariéra

#### Ministr
Roku 2005 byl zvolen do Grónského parlamentu. V roce 2007 byl jmenován ministrem pro bydlení a infrastrukturu ve vládě Hanse Enoksena. Roku 2008 mu byl přidělen resort životního prostředí. V letech 2009 a 2013 byl opětovně zvolen do parlamentu. Po rezignaci ministra bydlení, přírody a životního prostředí Miiti Lynge (5. listopadu 2013) se Kielsen stal ministrem přírody a životního prostředí. Stal se tak členem vlády Aleqy Hammondové. O rok později, po rezignaci ministra Sivertha K. Heilmanna, převzal také resort bydlení.

#### První vláda
Po rezignaci premiérky Aleqy Hammond na premiérskou funkci a předsednické křeslo strany Siumut se Kielsen stal předsedou strany (získal 44 ze 65 hlasů) a také prozatímním předsedou vlády. Ve volbách 2014 získal Siumut 34,61% a jedenáct křesel v parlamentu. Kim Kielsen se tak stal předsedou vlády, kterou sestavil s Demokraty a Atassutem. Zastupoval také úřad ministra vnitra. Roku 2016 se koalice rozpadla a Kielsen sestavil novou ze strany Inuit Ataqatigiit a Partii Naleraq. Od dubna 2017 se stal ministrem přírody a životního prostředí.

#### Druhá vláda
Ve volbách do grónského parlamentu 2018 získala strana Siumut 27,44% a Kielsen byl opět pověřen sestavením vlády. Kabinet sestavil s Partii Naleraq, Atassutem a Nunatta Qitornai. I nadále pak působil jako ministr přírody a životního prostředí. Ještě v září 2018 strana Partii Naleraq opustila vládu a Kim Kielsen vyjednal menšinovou vládu s podporou Demokratů. V dubnu 2019 opustil vládu také Atassut.
12. srpna 2019 vyzvali členové frakce Siumut Kim Kielsena k rezignaci na funkci předsedy strany. Bylo to způsobeno zejména jeho kvótami pro rybolov a lov. Otevřený dopis podepsali politici Hermann Berthelsen, Anders Olsen, Nikolaj Jeremiassen, Henrik Fleischer, Laura Táunâjik, Jens Danielsen a ministr Erik Jensen. Kielsen sice odmítl rezignovat, avšak slíbil, že na příštím sjezdu strany kandidovat nebude. Následovaly vnitřní rozhovry ve strany, jejichž výsledkem bylo prohlášení 20. září 2019, že se obě frakce v Siumutu smířily.
16. ledna 2020 Kim Kielsen oznámil, že na rozdíl od svého srpnového prohlášení se chce znovu ucházet o post předsedy strany. Kandidaturu oznámil též Erik Jensen a Vivian Motzfeldt. Karl-Kristian Kruse také oznámil svou kandidaturu, ale stáhl ji ve chvíli, kdy se dozvěděl, že kandiduje i Kim Kielsen. Sjezd strany byl však kvůli pandemii koronaviru odložen.
29. května 2020 vstoupili do vlády Demokraté a Kielsen již po šesté obnovil složení svého kabinetu. V říjnu 2020 opozice vyhlásila hlasování o nedůvěře, kterou těsně odvrátil. 14 hlasovalo pro vládu Kima Kielsena, 13 proti a dva se zdrželi hlasování.
Volby předsedy strany byly naplánovány na 29. listopadu 2020. V těch vyhrál Erik Jensen s 39 hlasy proti Kielsenovým 32 hlasům. Svou prohru komentoval Kielsen tím, že je to pro něj úleva.

#### Opozice
V parlamentních volbách v roce 2021 ztratil Siumut moc ve prospěch Inuit Ataqatigiit a Múte B. Egede nahradil 23. dubna 2021 Kielsena v čele vlády. Kim Kielsen však ve volbách dokázal získat výrazně více hlasů než předseda strany Erik Jensen. Ve druhé polovině roku 2021 se školil jako námořní důstojník na námořní škole v Paamiutu, kvůli čemuž si vzal dovolenou v parlamentu.
Dne 5. dubna 2022 uzavřela Inuit Ataqatigiit koalici se Siumutem, přičemž se obě strany mimo jiné dohodly, že Siumut znovu získá předsednictví v parlamentu. V důsledku toho byl předsedou parlamentu jmenován právě Kielsen, který nahradil Hanse Enoksena.
Dne 30. července 2023 znovu kandidoval na post předsedy strany proti Eriku Jensenovi a poslankyni Folketingu Aki-Matildě Høegh-Damové, ale získal nejméně ze všech tří kandidátů - 13 hlasů, zatímco Erik Jensen zvítězil v prvním kole s absolutní většinou.

## Osobní život
Je ženatý s Judithe Kielsen, se kterou má dvě děti.